# 杜咸
杜咸（?—?），唐朝相州洹水县（今河北省魏县西南旧魏县）人。高祖父杜子裕，字慶延，隋樂陵令；曾祖父杜正藏，字為善，隋朝行軍長史；祖父杜志靜，出繼杜正倫，官至安福令、嗣襄陽公，父亲杜僑，懷州長史。
杜咸擢进士第。升任右台监察御史。牂柯反唐，杜咸监军出讨。牂柯守垒自固，道路荒漫，大军不能进。杜咸于是息兵，表示不想作战，暗中等待。当时旱暑风大，杜咸纵火，鼓噪而前，牂柯人目眩恐怖相失，践踏而死，擒其酋长，平定牂柯。升任侍御史，出为汾州长史。开元年间，为河北按察使。因为用法严苛，贬为睦州司马。后官至涼州都督。其弟大理少卿杜損（杜兼祖父，杜中立曾祖父）。